# Galatščina
Galatščina je izumrl keltski jezik, ki so ga v starem veku govorili Kelti v pokrajini Galatiji v Mali Aziji. 
Galatija leži v osrednjem delu današnje Turčije, ime pa je dobila po keltskem ljudstvu Galcev. Kelti so namreč v 3. in 2. stoletju pr. n. št. prodrli čez Balkan, prečkali Helespont (današnje Dardanele) in se naselili v Mali Aziji.

## Značilnosti
Galatščina pripada podskupini celinskih keltskih jezikov. Izpričana je zgolj v obliki glos (citatnih besed) ter osebnih, krajevnih in etničnih imen, ki so jih dokumentirali klasični grški pisci in ki razodevajo keltski izvor: primera sta ime ljudstva Tectosages in krajevno ime Drunemeton (Russell 1995: 3).
Ker je jezikovno gradivo galatščine zapisano v grški pisavi in v delno helenizirani obliki, njegove glasoslovne in oblikoslovne poteze niso vselej jasne, prevladuje pa mnenje, da galatščina kaže podobne razvojne poteze kot galščina. Celo Sveti Hieronim v 4. stoletju poroča, da ga galatski jezik spominja na galsko narečje ljudstva Treverov v današnjem nemškem Porenju (Ball in Fife 1993: 4, 46-47).